# União São João EC
União São João EC is een Braziliaanse voetbalclub uit Araras, in de deelstaat São Paulo.

## Geschiedenis
De club werd in 1981 opgericht. In 1987 dwong de club promotie af naar de hoogste klasse van het staatskampioenschap. Een jaar later nam de club deel aan de Série C en werd er meteen kampioen. In 1993 werd de Série A uitgebreid naar 32 clubs waardoor de club voor het eerst op het hoogste niveau in Brazilië speelde. União eindigde op de twaalfde plaats, de beste notering in de clubgeschiedenis. Twee jaar later werd de club laatste en degradeerde. In 1996 werd de club echter al kampioen en maakte zijn rentree, maar eindigde nu opnieuw laatste. In 2002 werd de club vicekampioen in het staatskampioenschap, echter speelden de grote clubs dat jaar in het Torneio Rio-São Paulo. In 2003 degradeerde de club uit de Série B. In 2005 degradeerde de club ook uit de Campeonato Paulista.

## Erelijst
Campeonato Brasileiro Série B
1996
Campeonato Brasileiro Série C
1988